# Marek Matějovský
Marek Matějovský (ur. 20 grudnia 1981 roku w Starej Boleslavi) – czeski piłkarz grający w Mladá Boleslav na pozycji środkowego pomocnika.
Jest wychowankiem klubu Slavoj Stará Boleslav. W 1990 roku podjął treningi w Alfa Brandýs nad Labem, zaś cztery lata później trafił do Mladej Boleslavi. W sezonie 1999/2000 został włączony do kadry pierwszej drużyny i w jej barwach zadebiutował w drugiej lidze. W 2001 roku przeszedł do FK Jablonec 97, gdzie spędził dwa sezony. Po upływie kolejnych dwóch lat wrócił do Mladej Boleslavi i w sezonie 2005/06 wywalczył z nią wicemistrzostwo Czech. W styczniu 2008 roku przeniósł się na Wyspy Brytyjskie i został graczem Reading. W roku 2010 powrócił do Czech by reprezentować barwy Sparty Praga.
We wrześniu 2006 Marek został powołany do reprezentacji Czech na spotkania eliminacji do Euro 2008 ze Słowacją i Walią, jednak swój debiut w drużynie narodowej zaliczył 7 lutego 2007 w towarzyskim meczu z Belgią, wygranym 2:0. 28 maja 2008 został powołany przez Karela Brücknera do 23-osobowej kadry na EURO 2008.
W kwietniu 2009 roku Czeska Federacja ogłosiła, że sześciu piłkarzy – Marek Matějovský, Martin Fenin, Radoslav Kováč, Milan Baroš, Tomáš Ujfaluši oraz Václav Svěrkoš nie będą więcej powoływani do czeskiej reprezentacji. Powodem tej decyzji było złamanie regulaminu dyscyplinarnego – zawodnicy brali udział w imprezie po przegranym 1:2 meczu ze Słowacją.